# Морской заяц
Морско́й за́яц, или лахтак (лат. Erignathus barbatus), — вид ластоногих из семейства настоящих тюленей (Phocidae). Единственный вид в одноимённом роде (Erignathus).

## Название
Название «лахтак», в северных говорах означающее не только конкретный вид тюленей, но и тюленью шкуру (с салом или идущую на ремни), лоскуты и лохмотья, этимологический словарь Фасмера связывает с саамским словом lǫttâd — «толстый», обычно применяемым по отношению к шерстяной и меховой одежде. Название «морской заяц», как предполагается, дали тюленю русские зверобои. Объяснений такому названию два — «заячья» пугливость крупного животного и его манера передвигаться по суше прыжками, сильно отталкиваясь задними ластами.

## Внешний вид
Один из самых крупных представителей семейства настоящих тюленей (и самый крупный в фауне России). Длина тела — до 2,5 м, подмышечный обхват 148—161 см. Масса изменчива по сезонам в зависимости от упитанности, зимой достигая 360 кг. Половой диморфизм в пользу самцов, как и у других представителей семейства. Круглая голова и ласты кажутся небольшими по сравнению с массивным телом. От других тюленей отличается более близким расположением передних ласт к переднему концу тела. Челюсти у лахтака мощные, но зубы мелкие и слабые; часто снашиваются и выпадают ещё до наступления старости.
Волосяной покров сравнительно негустой и грубый. Окраска буро-серая, на спине темнее. Молодые тюлени тёмные, со светлой мордой. Вибриссы у лахтака длинные, толстые и гладкие, а не волнистые, как у других тюленей.

## Распространение
Распространён почти повсеместно на мелководьях Северного Ледовитого океана и в примыкающих водах Атлантического и Тихого (Берингово и Охотское моря) океанов. Лахтаки были замечены даже в районе Северного полюса. В Атлантике к югу он встречается до Гудзонова залива и прибрежных вод Лабрадора включительно. В бассейне Тихого океана известен до северной части Татарского пролива.

## Образ жизни и питание
Обитает лахтак в прибрежных мелких водах с глубинами до 50—70 м. Такая дислокация связана с тем, что питается он преимущественно беспозвоночными бентоса (креветки, крабы, моллюски, морские черви, голотурии) и придонной рыбой (камбала, сайка, бычок, мойва). Интересно, что в местах совместного проживания с моржами лахтак не является их пищевым конкурентом. Являясь ихтио-бентофагом, он питается как стайной рыбой, так и брюхоногими моллюсками, тогда как морж предпочитает двустворчатых.
Летом и осенью лахтак наиболее многочислен у низких изрезанных побережий, где есть галечные косы, острова и обнажающиеся во время отлива отмели. Здесь образуются лежбища, на которых залегают десятки, а то и сотни тюленей. По мере появления льдов (в конце октября — начале ноября) лахтаки переходят на них. На льдах держатся одиночно или группами по 2—3 зверя. Лахтак — медлительный, грузный зверь и не может быстро передвигаться по льду; для лёжек он использует низкие неторосистые льдины, ложась на краю или около проталины. Некоторые особи и на зиму остаются в прибрежной полосе, устраивают во льду лазки, через которые выходят из воды. Иногда лунку заносит толстым слоем снега, и звери сооружают в нём нору. Весеннее залегание на дрейфующих льдах связано с щенкой, линькой и спариванием.
Лахтаки преимущественно одиночные звери. Очень миролюбивы друг к другу. Социальные отношения изучены мало. Главным их врагом является белый медведь и, на Дальнем Востоке, бурый. Также врагами являются косатки. Смертность лахтаков, однако, больше зависит от степени заражённости гельминтами.

## Социальная структура и размножение
Спаривание происходит в апреле — начале мая на дрейфующих льдах. Во время гона самцы издают брачный свист. Беременность длится 11—12 месяцев; в её начале бывает 2—3—месячная задержка в развитии и имплантация яйца (латентная фаза). Щенка происходит в марте — мае; так, в Охотском море она заканчивается в апреле, в Беринговом — в мае. Щенка происходит в определённых районах, однако самки не образуют скоплений. Самка приносит одного детёныша. Длина тела новорождённого около 120 см, вскоре после рождения он уже способен плавать и нырять. Молочное кормление продолжается около 4 недель. Следующее спаривание бывает через две недели после окончания лактации; таким образом, у этого вида беременность почти годовая.
Половой зрелости самки достигают в возрасте 4—6 лет, а самцы — в 5—7 лет. Продолжительность жизни у самок до 31 года, у самцов — 25 лет.

## Хозяйственное значение
Шкура морского зайца настолько прочна и толста, что население Севера до сих пор изготавливает из неё байдары, нарезает ремни для нарт, лыж и упряжи для оленных нарт и собачьих упряжек, выкраивает подошвы для обуви (сапог, торбасов и унтов). Мясо, ласты и жир идут в пищу; последний до сих пор высоко ценится и широко применяется, в том числе для освещения яранг и других жилищ. В России лахтак добывается коренным населением Чукотки, в прибрежной акватории Чукотского и Берингова морей , занимая 3—5 места по объёму добычи. Сейчас добыча запрещена в Охотском море и на Европейском Севере. Наряду с другими объектами китобойного и морзверобойного промысла входит в число традиционных чукотских и эскимосских продуктов питания.